# Braden Currie
Braden Currie (* 30. Mai 1986 in Methven) ist ein Duathlet und Triathlet aus Neuseeland. Er ist fünffacher Ironman-Sieger (2017, 2018, 2019, 2021, 2023).

## Werdegang
2014 wurde Braden Currie Dritter bei der ITU-Weltmeisterschaft im Cross-Triathlon und 2016 konnte er diesen Erfolg wiederholen.
2015 konnte er zum dritten Mal in Folge die «Coast to Coast» World Multisport Championships für sich entscheiden. Das Rennen beinhaltet Lauf-, Rad- und Kajak-Etappen auf insgesamt 242 Kilometern.

### Ironman-Sieger 2017
Im März 2017 gewann er in Taupō den Ironman New Zealand (3,86 km Schwimmen, 180,2 km Radfahren und 42,195 km Laufen). Beim Ironman Hawaii belegte er im Oktober den 31. Rang und bei der Xterra-Weltmeisterschaft belegte der damals 31-Jährige zwei Wochen später im Cross-Triathlon auf Hawaii den siebten Rang.
Im Juni 2018 gewann er in 7:54:58 h den Ironman Cairns in Australien mit neuem Streckenrekord und persönlicher Ironman-Bestzeit. Beim Ironman Hawaii belegte er im Oktober den fünften Rang.
Im Juni 2019 holte sich der damals 33-Jährige erneut den Titel und damit sein drittes Ironman-Gold im Ironman Cairns. Braden Currie startet im August 2021 für das im Collins Cup der Professional Triathletes Organisation zusammengestellte Team International – zusammen mit Teresa Adam, Jeanni Metzler, Paula Findlay, Carrie Lester, Sarah Crowley, Ellie Salthouse, Lionel Sanders, Sam Appleton, Max Neumann, Kyle Smith und Jackson Laundry.
Im Mai 2022 wurde er Dritter bei den erstmals außerhalb von Hawaii ausgetragenen und vom Oktober 2021 verschobenen Ironman World Championships.
Im Juni 2023 gewann der 37-Jährige zum dritten Mal den Ironman Cairns und stellte mit seiner Siegerzeit von 7:50:11 Stunden einen neuen Streckenrekord ein.
Braden Currie lebt mit seiner Frau  in Wanaka.

## Sportliche Erfolge
| Datum/Jahr    | Rang | Wettbewerb                                           | Austragungsort | Zeit     | Bemerkung                      |
| ------------- | ---- | ---------------------------------------------------- | -------------- | -------- | ------------------------------ |
| 5. Apr. 2025  | 10   | Ironman 70.3 Oceanside                               | Oceanside      | 03:55:09 |                                |
| 20. Feb. 2021 | 2    | Challenge Wanaka                                     | Wanaka         | 03:50:28 |                                |
| 15. Feb. 2020 | 1    | Challenge Wanaka                                     | Wanaka         | 03:59:48 |                                |
| 16. Feb. 2019 | 1    | Challenge Wanaka                                     | Wanaka         |          |                                |
| 2. Sep. 2018  | 8    | Ironman 70.3 World Championships                     | Port Elizabeth | 03:49:17 |                                |
| 9. Dez. 2017  | 2    | Ironman 70.3 Taupo                                   | Lake Taupō     | 03:38:33 |                                |
| 10. Dez. 2016 | 1    | Ironman 70.3 Taupo                                   | Lake Taupō     |          | erfolgreiche Titelverteidigung |
| 9. Jan. 2016  | 1    | NZL Middle Distance Triathlon National Championships | Mt Maunganui   | 03:52:26 |                                |
| 12. Dez. 2015 | 1    | Ironman 70.3 Taupo                                   | Lake Taupō     |          |                                |

| Datum/Jahr    | Rang | Wettbewerb          | Austragungsort | Zeit     | Bemerkung                                                   |
| ------------- | ---- | ------------------- | -------------- | -------- | ----------------------------------------------------------- |
| 20. Juli 2025 | 10   | Ironman USA         | Lake Placid    | 08:16:57 |                                                             |
| 26. Okt. 2024 | 28   | Ironman Hawaii      | Hawaii         | 08:12:33 |                                                             |
| 16. Juni 2024 | 2    | Ironman Cairns      | Cairns         | 07:48:59 |                                                             |
| 18. Juni 2023 | 1    | Ironman Cairns      | Cairns         | 07:50:11 | Streckenrekord                                              |
| 4. März 2023  | 2    | Ironman New Zealand | Taupō          | 07:59:17 |                                                             |
| 7. Mai 2022   | 3    | Ironman St. George  | St. George     | 07:54:19 | Ironman World Championships 2021                            |
| 5. Sep. 2021  | 7    | Challenge Roth      | Roth           | 07:49:36 | verkürzte Raddistanz                                        |
| 27. März 2021 | 1    | Ironman New Zealand | Taupō          | 07:57:13 |                                                             |
| 7. März 2020  | 3    | Ironman New Zealand | Taupō          | 08:04:36 |                                                             |
| 9. Juni 2019  | 1    | Ironman Cairns      | Cairns         | 08:04:20 |                                                             |
| 13. Okt. 2018 | 5    | Ironman Hawaii      | Hawaii         | 08:04:41 |                                                             |
| 10. Juni 2018 | 1    | Ironman Cairns      | Cairns         | 07:54:58 | Sieg mit neuem Streckenrekord; persönliche Ironman-Bestzeit |
| 14. Okt. 2017 | 31   | Ironman Hawaii      | Hawaii         | 08:50:05 | Zwölfter nach dem Schwimmen (48:41 min)                     |
| 11. Juni 2017 | 3    | Ironman Cairns      | Cairns         |          |                                                             |
| 4. März 2017  | 1    | Ironman New Zealand | Taupō          | 08:20:58 | [ 5 ]                                                       |

| Datum/Jahr    | Rang | Wettbewerb                              | Austragungsort  | Zeit     | Bemerkung                             |
| ------------- | ---- | --------------------------------------- | --------------- | -------- | ------------------------------------- |
| 29. Okt. 2017 | 7    | Xterra World Championships              | Maui            | 02:39:04 | Xterra-Weltmeisterschaft              |
| 18. Nov. 2016 | 3    | ITU Cross Triathlon World Championships | Snowy Mountains | 02:38:14 | ITU-Weltmeisterschaft Cross-Triathlon |
| 16. Aug. 2014 | 3    | ITU Cross Triathlon World Championships | Olbersdorf      | 02:37:10 |                                       |

(DNF – Did Not Finish)